# Monumento a Vasco Núñez de Balboa
El monumento a Vasco Núñez de Balboa es una estatua dedicada al conquistador español, ubicado en la ciudad de Panamá. Fue confeccionado por los escultores españoles Mariano Benlliure y Miguel Blay y donado, en 1921, por el rey Alfonso XIII de España al gobierno del presidente Belisario Porras. Se estima que el monumento costó unas 65 000 pesetas españolas. Realizado en bronce y apostado sobre un globo terráqueo sujeto por cuatro figuras desnudas que representan las razas. 

## Descripción y ubicación
La estatua principal está realizada en bronce, apostada sobre un globo terráqueo sujeto por las cuatro figuras desnudas que representan las razas. Balboa aparece con la bandera de España en su mano izquierda y en la derecha empuña con firmeza la espada, su mirada está fija sobre el horizonte más allá de la bahía de Panamá. Su cabeza se levanta orgullosa y triunfante y de su garganta parece escucharse un grito…de conquisté Mar del Sur…!
Se ubica exactamente a un costado de la avenida Balboa para honrar al primer europeo en divisar y adentrarse en el mar del Sur. La estatua fue inaugurada el 29 de septiembre de 1924. Estuvo ubicada originalmente en el parque Vasco Núñez de Balboa, su extensión era de 3956 m2 con vista directa al mar. Actualmente quedó en medio de la Cinta Costera, amplia vía construida por relleno marino.  
A pesar de que la denominación como monumento no significa que sea un "Monumento Histórico Nacional" protegido por ley. Según el Informe de Evaluación Arqueológica-Patrimonial de la Cinta Costera, elaborado por el arqueólogo panameño Carlos Fitzgerald, la estatua es considerada «un elemento patrimonial que no debe ni puede ser destruido pero sí reubicado». A inicio de 2009, se disputó la reubicación de la misma, debido a la construcción de un relleno marino de cerca de 35 hectáreas, conocido como la Cinta Costera. Este relleno vial contempla un área de parque de 260 000 m2, donde el monumento de Balboa es considerado como "la joya de la corona". Finalmente la estatua no fue removida y se mantiene en el mismo lugar que en 1924.

## Vasco Núñez de Balboa

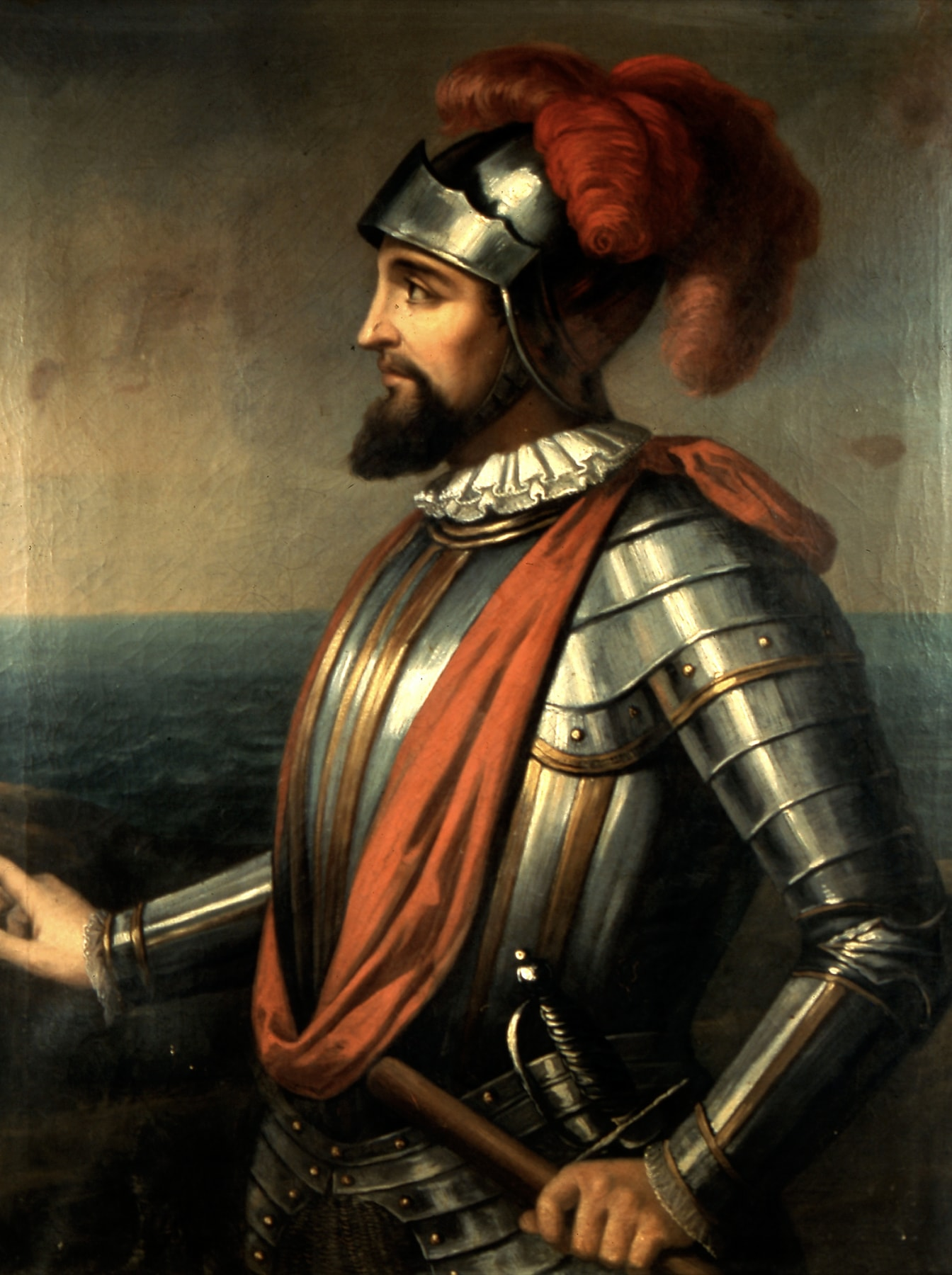
Vasco Nuñez de Balboa, fue el descubridor del llamado Mar del Sur.

Vasco Núñez de Balboa fue un explorador, gobernante y conquistador español. Es conocido por ser el primer europeo en observar el océano Pacífico desde costas americanas, el 25 de septiembre de 1513, llamado en ese entonces el mar del Sur, y fue el primer europeo en fundar una ciudad permanente en tierras continentales americanas. Con el apoyo de unos mil nativos, culminó su expedición a través de la selva panameña que lo llevó desde el mar Caribe al mar del Sur —nombrado después Pacífico por Magallanes— y a tomar posesión del mismo en nombre de España. 
A pesar de su reconocida proeza, Balboa fue decapitado por insubordinación en 1519 por Pedrarias Dávila, primer gobernador de Panamá, la primera ciudad española en las costas del Pacífico.

## Inauguración
Fue inaugurada por el presidente Belisario Porras, conmovido por el espíritu de líder y la heroicidad de Vasco Núñez de Balboa, se vio motivado a inaugurar este monumento en 1924, que fue esculpido y construido por Mariano Benlliure y Miguel Blay, y donado posteriormente, por el rey Alfonso XIII de España. Esta iniciativa fue apoyada por 15 países latinoamericanos. Este acontecimiento contó con la presencia de seis mil personas, incluyendo además del presidente Porras, delegaciones diplomáticas y distinguidas personalidades del mundo político, social y económico nacional e internacional de la época.
Porras plasmó para el recuerdo las siguientes palabras: «Deseamos que la estatua de Balboa se erija en Panamá, sitio donde será saludada eternamente por las banderas de todas las naciones y por los hombres de todas las razas para que ella constituya algo así como un símbolo en solidaridad de la raza y motivo de júbilo para los panameños».

## Galería de imágenes

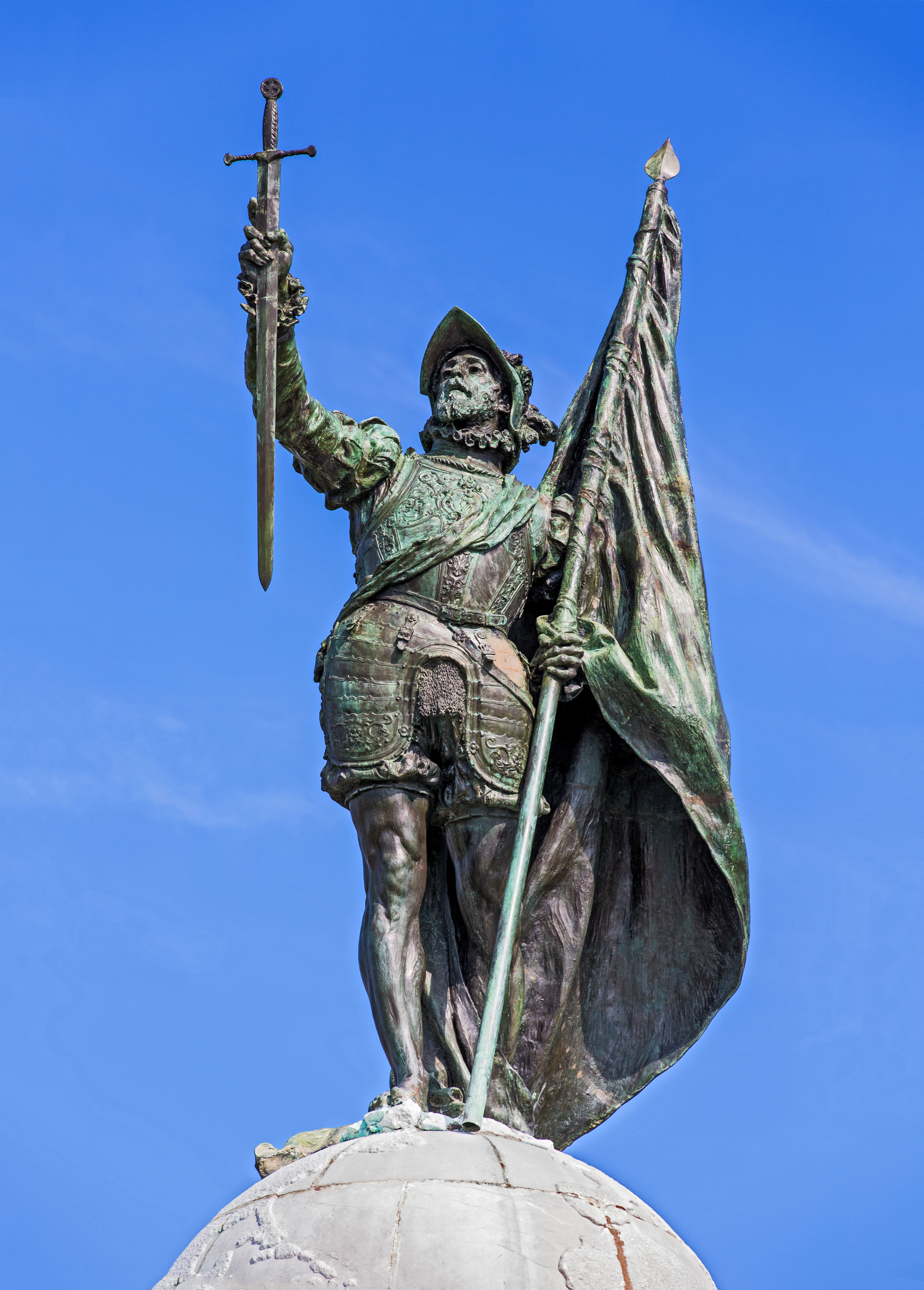
Detalle de Vasco Nuñez de Balboa.
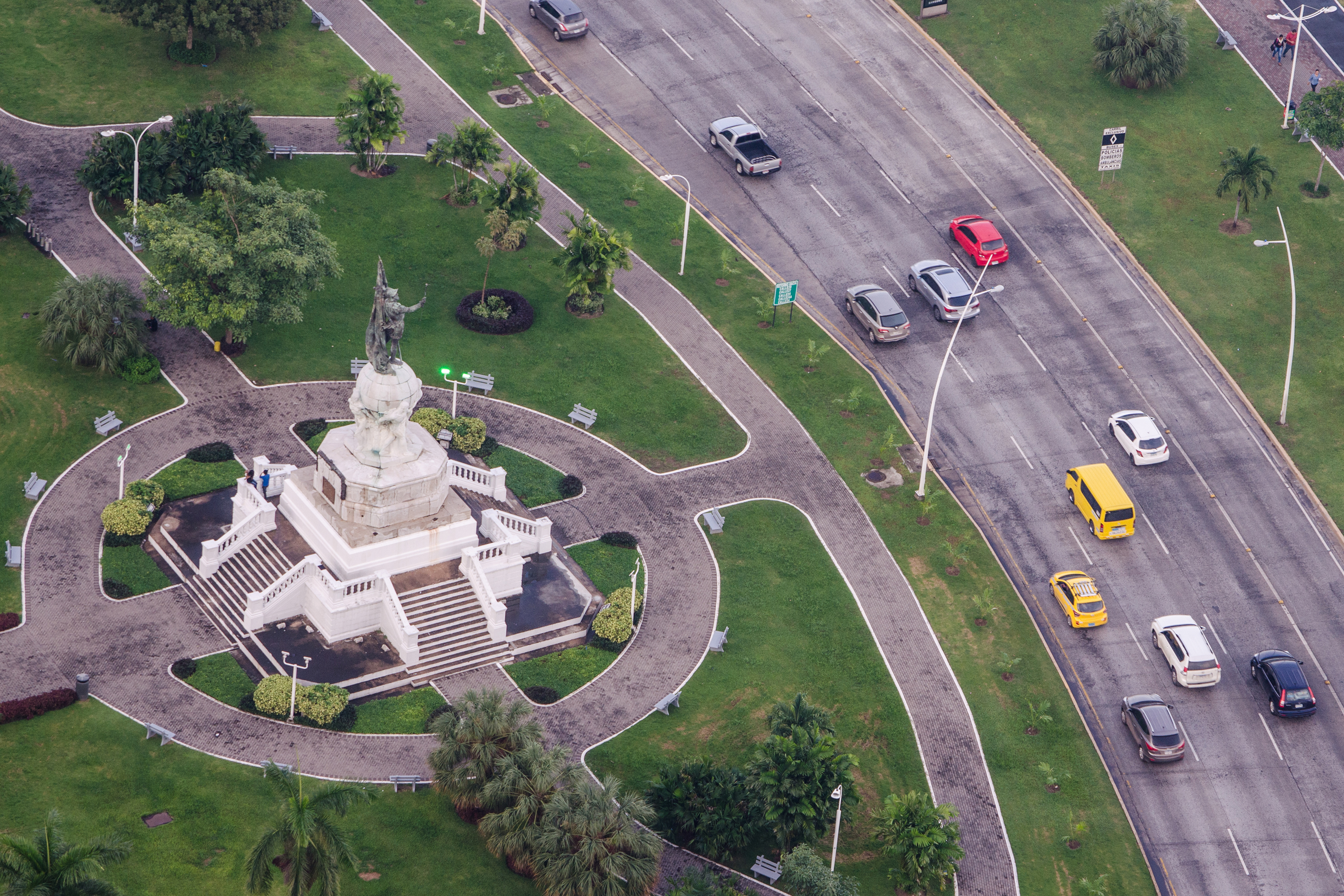
Vista aérea del monumento.
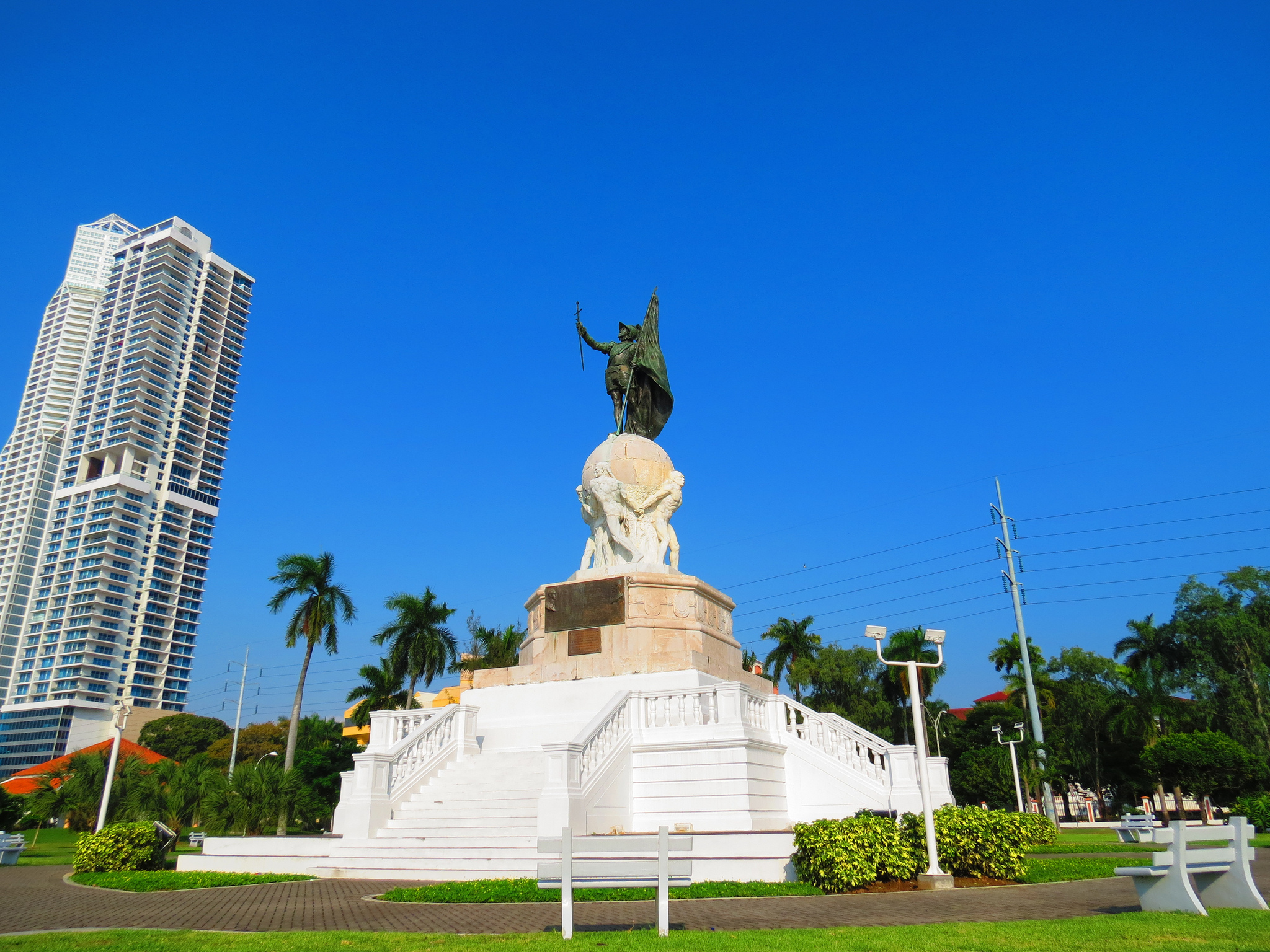
Vista completa del monumento.
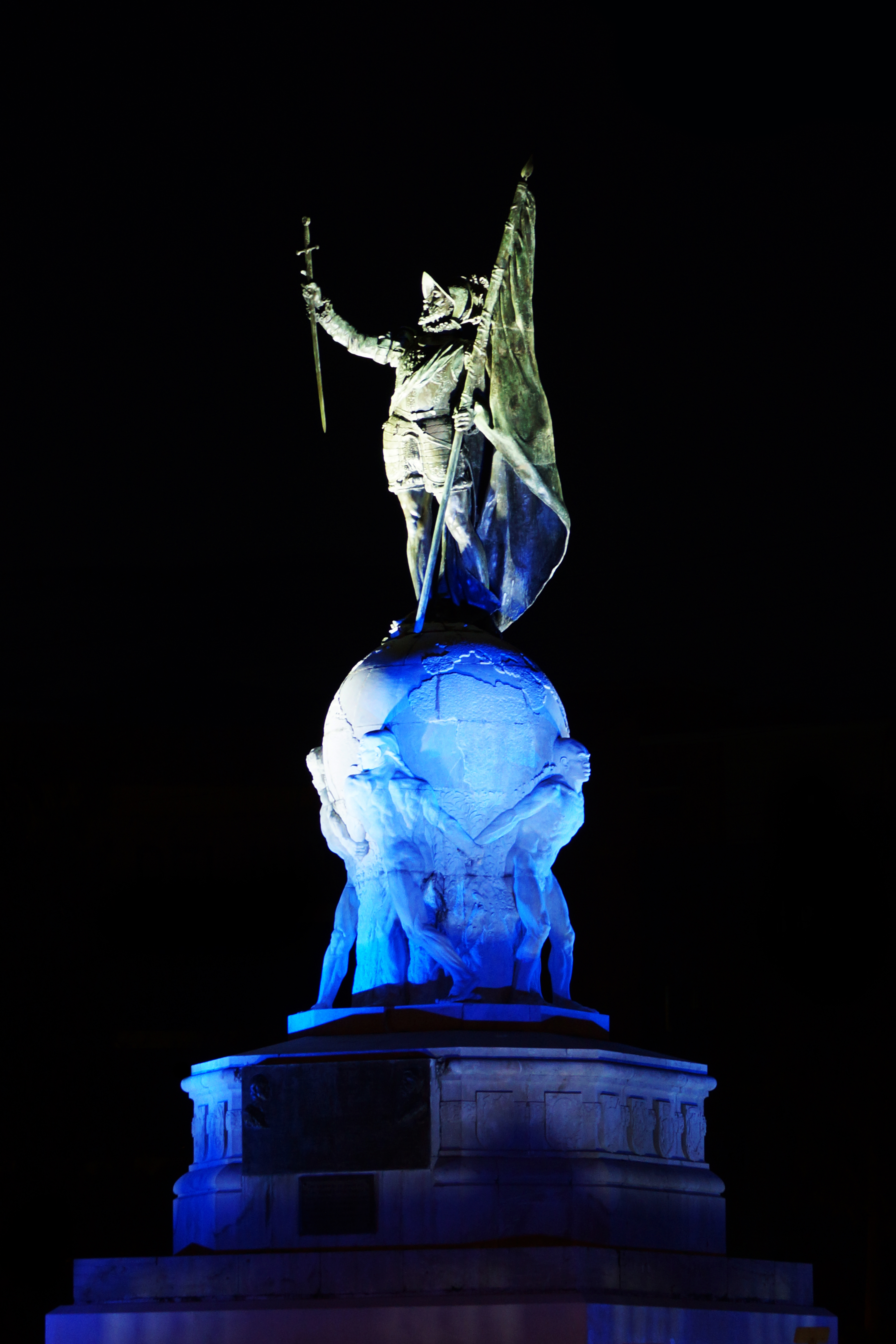
Vista del monumento de noche.
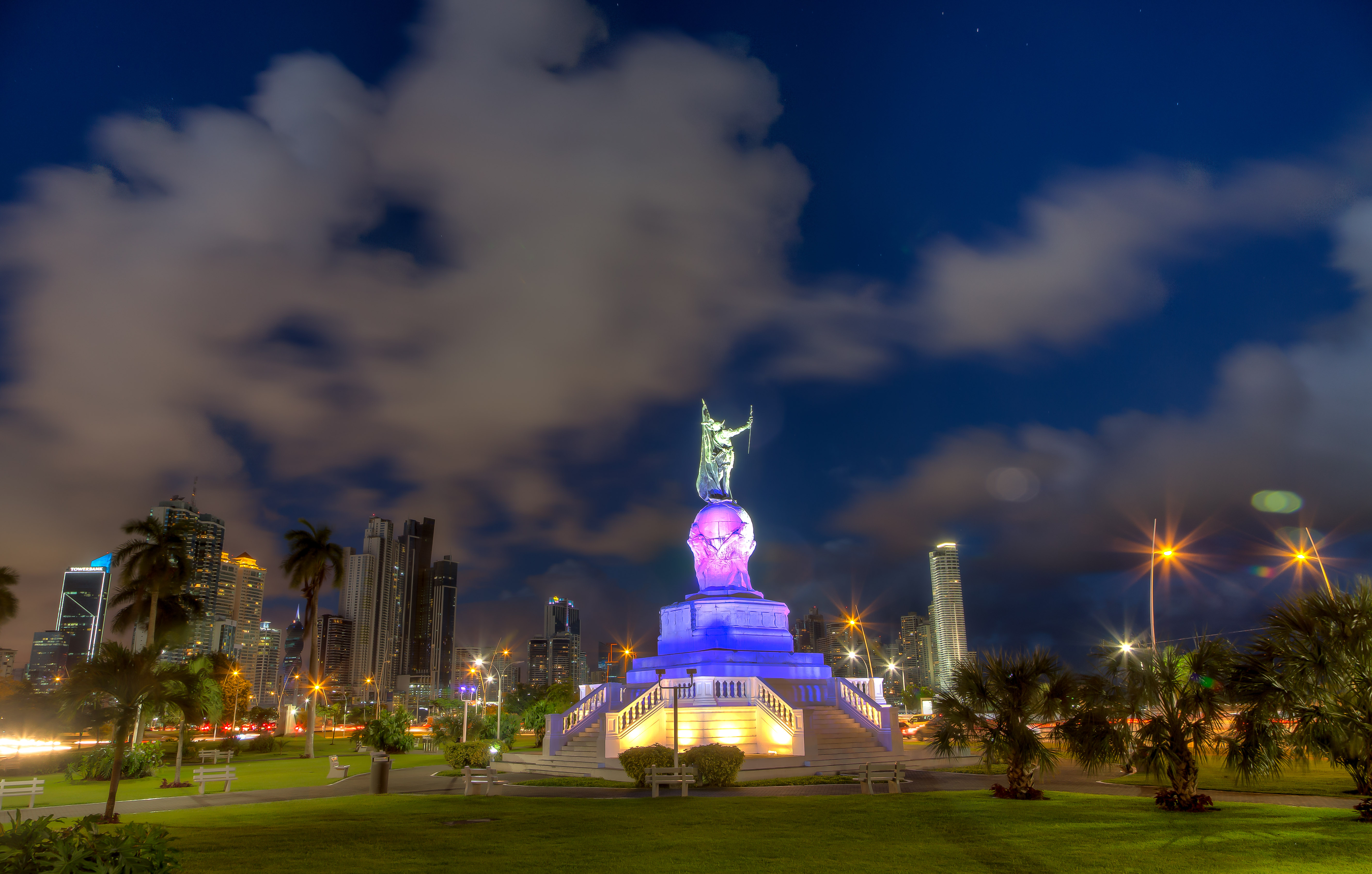
Vista completa del monumento de noche.